# Cá tráp vây vàng
Cá tráp vây vàng hay còn gọi là cá hanh vây vàng (Danh pháp khoa học: Acanthopagrus latus; danh pháp cũ là Sparus latus) là một loài cá tráp trong họ Sparidae.

## Phân bố
Cá tráp vây vàng phân bố rộng rãi ở nhiều vùng biển: Hồng Hải, ven biển Ả Rập, Ấn Độ, Indonesia, Nhật Bản, Triều Tiên, Philippines, và vùng cận hải Trung Quốc. Ở Việt Nam, cá tráp vây vàng phân bố nhiều tại các đầm phá cửa sông ven biển. 

## Đặc điểm
Cá tráp vây vàng có hình bầu dục thân dẹt, chiều dài thân dao động 20 – 45 cm cân nặng lên tới 4 kg, mõm nhọn miệng bằng, hàm trên và dưới dài bằng nhau, thân màu xám, có dải màu vàng, 2 bên thân có vài dải dọc và 4 dải nghiêng, vây lưng, vây hậu môn và phần lớn vây đuôi đều có màu vàng. Thịt cá thơm ngon, giàu chất dinh dưỡng.

## Tập tính
Cá tráp vây vàng ít di cư, thường sống ở tầng đáy ở các vùng biển cạn, bãi triều và thích hợp nhiệt độ 17 - 270C. Cá là loài rộng muối (chịu đựng được từ 0 đến 35‰), có thể thích ứng với sự thay đổi đột ngột độ mặn, sinh trưởng tốt ở vùng nước lợ cửa sông ven biển. Ngoài tự nhiên sau 1 năm tuổi cá đạt trọng lượng trung bình 0,3 kg, dài 20 cm; sau 2 năm cá đạt 0,5 kg dài 30 cm. 

## Chế độ ăn
Cá tráp vây vàng là loài cá ăn tạp nghiêng về động vật. Thức ăn của cá thường là động vật không xương sống và giáp xác cỡ nhỏ, ấu trùng, côn trùng và một số loại rong tảo. cá ăn các loài tảo đáy, các loài giáp xác sống đáy, động thực vật phù du, mảnh vụn hữu cơ, đây là những thức ăn ưa thích đối với cá. Giai đoạn cá con, thức ăn chủ yếu là động vật giáp xác, luân trùng, Artemia; cá trưởng thành ăn giáp xác rong tảo đáy thường bắt mồi vào lúc hoàng hôn. 

## Sinh sản
Cá tráp vây vàng có tập tính đực cái sinh sản đồng thể, cá đực thành thục sau 1 - 2 năm tuổi; từ 2 đến 3 tuổi cá đực chuyển thành cá cái. Cá sinh sản từ tháng 2 đến tháng 3 dương lịch, nhiệt độ thích hợp cho cá sinh sản là 17 - 230C; độ mặn 25 - 33‰; trứng cá thuộc dạng trôi nổi. Cá có tốc độ sinh trưởng nhanh. Sau 8 tháng nuôi có thể đạt trọng lượng 0,5 - 0,8 kg/con. Trứng cá Tráp vàng thuộc loại trứng nổi, rời, hình tròn trong suốt, nhiệt độ thích hợp cho sự nở trứng là 18 -220C. 

## Chăn nuôi
Đây là một trong những loài cá biển có giá trị kinh tế lớn ở vùng biển Hoa Nam Trung Quốc và Việt Nam bởi cá Tráp vàng thịt thơm ngon, giàu chất dinh dưỡng là thực phẩm được người tiêu dùng rất ưa thích. Cá tráp vàng là đối tượng rộng muối, có thể sống ở vùng nước lợ ven biển, vùng biển sâu.
Chúng thường ăn các động vật không xương sống và các loài giáp xác, lớn nhanh và có sức chịu đựng khá tốt với điều kiện môi trường. Chính vì vậy cá Tráp vàng đã trở thành đối tượng nuôi chiếm vị trí quan trọng trong nghề nuôi cá nước lợ -mặn ở các vùng biển nhiệt đới.